# David Berkowitz
David Richard Berkowitz, geboren als Richard David Falco, bekend als Son of Sam en .44 Caliber Killer (New York, 1 juni 1953) is een Amerikaanse seriemoordenaar.

## Misdaden
Hij pleegde zijn daden van eind 1975 tot midden 1977 in New York, waar hij plekken opzocht waar stelletjes zich terugtrokken.

## Son of Sam

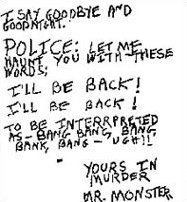

De zaak kwam bekend te staan als de Son of Sam-moorden vanwege twee brieven, één die een politieagent vond en één die de New York Daily News ontving in de periode dat Berkowitz actief was. De eerste kwam van iemand die zich in het schrijven Son of Sam noemde en ondertekende met  Mr.Monster. Daarin verklaarde de schrijver dat hij deed wat hij deed vanwege Papa Sam. Later volgde de tweede brief, bekend als de 'Breslin'-brief. Deze kwam van iemand die beweerde te moorden voor Sam de verschrikkelijke en was ondertekend met Son of Sam. Daarin vertelde de schrijver nog steeds 'door de straten te schuimen' en wenste hij iedereen die naar hem op zoek was veel succes.

## Verklaringen
Berkowitz heeft verschillende, strijdige versies gegeven van zijn motieven.
Voor de rechtbank claimde hij dat het gejank van honden in de buurt opdrachten van demonen bevatte om vrouwen te vermoorden. Ook mensen waren onderdeel van zijn complottheorie, te beginnen met een echtpaar van wie hij een huis huurde; de man heette Jack en werd generaal Jack Cosmo, aanvoerder van de honden die hem kwelden. Na zijn verhuizing werden zijn nieuwe buurman en diens labrador aangewezen. Hij schoot de hond dood, maar dat hielp niet omdat de buurman de grootste demon was, misschien Satan zelf.
Berkowitz kwam later terug op zijn bekentenis en beweerde slechts schuldig te zijn aan drie van de moorden en één verwonding. Hij stelde lid te zijn van een satanische sekte, die verantwoordelijk was voor de andere moorden. Er is tot op heden naast Berkowitz niemand aangeklaagd.
Bij een gesprek in 1979 met Robert Ressler, een FBI-veteraan, stelde Berkowitz dat hij "Son of Sam" bedacht had om krankzinnig verklaard te worden en veroordeling te ontlopen. De daden kwamen voort uit wrok tegen zijn moeder en zijn gebrek aan succes bij vrouwen. Hij werd seksueel opgewonden door het moorden.

## Veroordeling
Berkowitz werd in 1977 opgepakt. Op 31 juli 1977 beschoot hij op twee plaatsen slachtoffers en daarnaast had zijn fout geparkeerde auto de aandacht getrokken. Hij paste in het daderprofiel en de politie wist van brieven die hij aan de huisbaas en de buren geschreven had. Ook was hij eerder veroordeeld voor brandstichting. Toen de politie hem thuis opzocht, identificeerde hij zich als Sam. Hij verzette zich niet en constateerde Nou, jullie hebben me. Toen hij werd opgepakt bekende hij zes moorden en zeven verwondingen bij acht schietpartijen. Hij is tot zes maal levenslang veroordeeld en zit gevangen in New York.
Ook voor de rechter bekende hij zes moorden en zeven verwondingen en op 12 juni 1978 werd hij voor elk van de moorden veroordeeld tot 25 years to life. Dat wil zeggen dat hij zes keer levenslang heeft en deze straffen achtereenvolgens uit zou moeten zitten. Toch had hij na 25 vervroegd vrijgelaten kunnen worden, hoewel de aanklager deze mogelijkheid betreurde en er woede over bestond in de samenleving . Hij is ingesloten in de Sullivan Correctional Facility in Fallsburg (New York), na voorheen in de Attica Correctional Facility gevangen te hebben gezeten.

## Bekering
Berkowitz is van Joodse komaf en werd in 1987 in de gevangenis christen. Zijn bekering vond plaats door een passage in een bijbel van Gideons International, die hem door een medegevangene was gegeven. Het betrof Psalm 34:6; dit komt vermoedelijk overeen met 34:7 in de Nederlandse vertalingen: In mijn verdrukking riep ik tot de HEER, hij heeft geluisterd en mij uit de nood gered. Na zijn bekering verklaarde hij dat zijn diepgaande beleving van het occulte een grote rol had gespeeld bij zijn moorddadige praktijken.

## Slachtoffers 1975–1977
Zijn eerste gewelddaad pleegde Berkowitz op kerstavond 1975: hij stak een vijftienjarig meisje zes keer met een jachtmes en bracht naar eigen zeggen ook een andere vrouw messteken toe. Later gebruikte hij een vuurwapen, een .44 kaliber, een uitzonderlijk groot kaliber met een stevige terugslag en grote schade aan het slachtoffer. De meeste slachtoffers waren stellen die hij in auto's doodde, iets wat Berkowitz zelf koppelde aan het feit dat hij mogelijk door zijn biologische ouders in een auto was verwerkt. Hij werd opgegeven voor adoptie, omdat de zwangerschap ongepland was, wat veel gevoelens van schaamte bij hem opwerkte.
1. Michelle Forman (24 december 1975) – ze wordt in het ziekenhuis behandeld aan zes messteken en overleeft[5]
2. Donna Lauria (29 juli 1976 ) – gedood door schotwond in haar borst, in een auto aangevallen samen met[4]
3. Jody Valenti (29 juli 1976 ) – overleeft schotwond in dij[4]
4. Carl Denaro (23 oktober 1976 ) – overleeft schotwond in hoofd, eveneens in een auto aangevallen samen met[4]
5. Rosemary Keenan (23 oktober 1976 ) – licht verwond door rondvliegend glas[4]
6. Donna DeMasi (26 november 1976 ) – licht verwond door één schot, stond in een woonwijk te praten met[4]
7. Joanne Lomino (26 november 1976 ) – overleeft schotwond, maar loopt dwarslaesie op[4]
8. Christine Freund (30 januari 1977 ) – overlijdt aan twee schotwonden, na de aanval op haar en[4]
9. John Diel (30 januari 1977 ) – licht verwond door schoten. Vanaf de aanval op Freund en Diel beginnen de politieagenten de eerdere zaken en deze aan elkaar te linken en ontstaat het vermoeden van een seriemoordenaar[4]
10. Virginia Voskerichian (8 maart 1977 ) – overlijdt door schotwond aan hoofd[4]
11. Alexander Esau (17 april 1977 ) – twee schotwonden, overlijdt in ziekenhuis nadat hij was aangevallen in een auto samen met[5]
12. Valentina Suriani (17 april 1977 ) – twee schotwonden, overlijdt ter plaatse. Hierna werd de eerste Son of Sam-brief gevonden op de plaats delict[5]
13. Sal Lupo (26 juni 1977 ) – overleeft lichte verwondingen door schoten, na een aanval in een auto waar hij in zat samen met[5]
14. Judy Placido (26 juni 1977 ) – overleeft zware verwondingen door schoten, onder meer een schot in haar hoofd[5]
15. Stacy Moskowitz (31 juli 1977 ) – overlijdt aan schotwonden na de aanval op de auto waarin zij zit samen met[6]
16. Robert Violente (31 juli 1977 ) – overleeft schotwonden, maar verliest een oog en het ander raakt zwaar beschadigd. De aanval op Violente en Moskowitz verschilde geografisch (de enige aanval in Brooklyn in plaats van Queens of the Bronx waar de eerdere aanvallen plaatsvonden) en victimologisch (Moskowitz was een blondine in tegenstelling tot de meeste andere vrouwelijke slachtoffers, die brunettes waren) van de andere moorden en aanvallen[6]